# Диланс, Андис
Андис Диланс (латыш.  Andis Dilāns, 27 сентября 1970, Илуксте) — военный деятель латвийской армии. Бригадный генерал Латвии. Окончил Национальную академию обороны и BALTDEFCOL. Командир 1-го пехотного батальона «Baltijas miera uzturēšanas spēku» (1995—1999 г.), командир батальона LATBAT (2000—2002 г.). Командир НВС штаба Латвии. Начальник оперативного планирования Штаба НВС. Директор курса BALTDEFCOL. Начальник объединённого штаба НВС Латвии (с 2007 года).